# Яр Сторожовий
Яр Сторожовий — балка (річка) в Україні у Олександрійському районі Кіровоградської області. Права притока річки Інгульця (басейн Дніпра).

## Опис
Довжина балки приблизно 6,39 км, найкоротша відстань між витоком і гирлом — 6,00  км, коефіцієнт звивистості річки — 1,07 . Формується декількома струмками та загатами.

## Розташування
Бере початок на південно-західній околиці міста Олександрія. Тече переважно на північний схід і у центрі міста впадає у річку Інгулець, праву притоку річки Дніпра.

## Цікаві факти
- У місті Олександрія балку перетинає автошлях Т 1205[3] (автомобільний шлях територіального значення в Кіровоградській області. Проходить територією Кропивницького та Олександрійського районів через Кропивницький — Нову Прагу — Олександрійське — Олександрію. Загальна довжина — 59,3 км.).